# Xã Collins, Quận McLeod, Minnesota
Xã Collins (tiếng Anh: Collins Township) là một xã thuộc quận McLeod, tiểu bang Minnesota, Hoa Kỳ. Năm 2010, dân số của xã này là 473 người.